# Notiobiella rosea
Notiobiella rosea är en insektsart som beskrevs av Douglas E. Kimmins 1933. Notiobiella rosea ingår i släktet Notiobiella och familjen florsländor. Inga underarter finns listade i Catalogue of Life.